# فضيحة العفو عن دانييل غالفان
قضية دانييل غالفان المعروفة أيضا بفضيحة العفو الملكي أو فضيحة دانييل، كانت قضية رأي عام هزت الشارع المغربي، مخلفة موجة من الاحتجاجات المدنية والحقوقية ضد قرار العفو الملكي الجماعي، الذي أصدره الملك محمد السادس على 48 سجينا إسبانيا في إطار العلاقات الثنائية الطيبة بين المملكتين المغربية والاسبانية؛ كان من بينهم البيدوفيلي الإسباني، ذي الأصول العراقية، دانييل غالبان بينيا، المدان بثلاثين سنة سجنا نافذة عام 2011، لارتكابه جرائم هتك عرض واغتصاب وتعذيب أطفال قصر مغاربة اقترنت بأفعال عنف وسادية جرت أطوارها سنة 2008 في مدينة القنيطرة، بعد حصول أحد الأشخاص على أشرطة وصور من حاسوبه الشخصي، توثق لتلك الأفعال الجرمية.
أدى الخبر إلى تعبئة مناهضة على مواقع التواصل الاجتماعي تبلورت بسرعة إلى مظاهرات وووقفات احتجاجية، واكبتها وسائل الإعلام المحلية والدولية، وشارك فيها الالاف من المغاربة عبر مجموعة من المدن المغربية، مما أدى إلى ارتباك وضغط داخل مؤسسات الدولة المغربية حول المسؤول عن خطأ العفو، في المقابل شكك المعلقون في محاولة البعض استغلال الموقف لتدنيس القصر الملكي ومهاجمة شخص الملك.
أخذت القضية أبعادا دولية، على مستوى العلاقات المغربية الإسبانية، وعلى مستوى الاستخباراتي بحكم الصفة السابقة لدانييل غالبان كعميل للمخابرات الإسبانية. كما شكلت اختبارا صعبا للمؤسسة الملكية في المغرب، التي سوئلت بطريقة مباشرة حول تدبيرها للملف، مخلفة نقاشا عموميا حول إشكالات السلطة واستقلال القضاء والحكامة الأمنية في المغرب. نتج عن ذلك إلغاء للعفو وإقالة المندوب السامي للسجون في المغرب وإعتقال غالفان مرة أخرى في إسبانيا. بناء على مذكرة الاعتقال الدولية الصادرة من محكمة استئناف القنيطرة المغربية.

## سياق القضية

### دانييل غالبان بينيا
ولد دانييل غالبان بينيا (واسمه الأصلي صلاح الدين) بمدينة البصرة العراقية في 1 يوليو 1950. انتقل في 1996 للاستقرار بإسبانيا، بمدينة مرسية، حيث اشتغل بجامعتها سنة 1999، كإداري. انتقل بعد ذلك للاستقرار بالمغرب، بمدينة القنيطرة، حيث نسج علاقات مع مجموعة من الأسر، في أحد الأحياء المهمشة، حيث كان ينظم حفلات للأطفال. استغل هذا الوضع ليقوم باغتصاب 10 طفلات وطفلا واحدا تتراوح أعمارهم بين 3 و15 سنة، وتصويرهم في أوضاع مخلة. غداة علم حميد قرايري، أحد المحامين القنيطريين الأعضاء بالجمعية المغربية لحقوق الإنسان، بالجرائم، سارع إلى مساندة العائلات وتأطيرها لمحاكمة الجاني. أصدرت محكمة القنيطرة حكما بثلاثين سنة سجنا نافذة بحق دانييل، وهو أقصى حكم في تاريخ القضاء المغربي في الجرائم المرتبطة بالغلمانية.

### لوائح العفو والترحيل التي تلت زيارة خوان كارلوس
حسب مجموعة من المصادر الصحفية، موقع لكم المغربي وجريدة إلباييس الإسبانية، أولى الفرضيات المفسرة لفضيحة العفو مرتبطة بزيارة الملك الإسباني خوان كارلوس الأول إلى المغرب، في 15 أغسطس 2013.
فخلال ثالث أيام الزيارة (17 أغسطس)، قدم خوان كارلوس لرئيس الحكومة المغربية، عبد الإله بنكيران، ملتمسا بترحيل سجين إسباني مسن (74 سنة) إسمه أنطونيو غارثيا بيدرييل، لإتمام عقوبته بإسبانيا بحكم إصابته بالسرطان. وكان فدرييل يقضي عقوبة حبسية، بطنجة، مدتها 4 سنوات (قضى منها 15 شهرا حتى تاريخ تقديم الملتمس)، على خلفية قضية اتجار دولي في المخدرات.

في 19 يوليوز 2013، سيبلغ بنكيران الملك محمد السادس بالملتمس الإسباني، وسيوافق عليه الملك مشيرا لبنكيران باعتبار الملتمس طلبا رسميا رغم كونه غير مكتوب. إثر ذلك سيباشر بنكيران أجرأة الملتمس عبر التنسيق بين وزارتي العدل المغربية والإسبانية.

في 20 يوليوز، اتصل مستشار الملك فؤاد عالي الهمة بالسفير الإسباني بالرباط، أنطونيو نافارو، ليبلغه باستياء القصر الملكي من كون الملتمس قدم إلى رئيس الحكومة عوض الملك. وحسب نفس الرواية، فقد أبلغ الهمة نافارو بكون الملك هو القادر على تسريع الترحيل عبر طلبات العفو، والتي قد تستغرق سنتين وفق المسطرة الإدارية العادية، وهكذا راسلت السفارة الإسبانية قنصلياتها لتزويدها بلوائح السجناء الراغبين في الترحيل. 

قدمت السفارة الإسبانية لائحتين: لائحة أولى تضم 18 سجينا تلتمس العفو عنهم، ولائحة ب 30 سجينا ضمن طلبات الترحيل لقضاء بقية العقوبة بإسبانيا، وضمنهم دانييل غالبان بينيا.

في 30 يوليو 2013، صدر بلاغ عن القصر الملكي المغربي أعلن عن تمتيع 1044 من المحكومين أمام المحاكم المغربية، بالعفو الملكي، وأكد البلاغ عن ورود 48 سجين إسباني ضمن اللائحة. ضمت اللائحة اسم دانييل غالبان، ومن المفارقات خلوها من اسم أنطونيو غارثيا بيدرييل، في الوقت الذي ضمت اسم ابنه المدان بعشر سنوات.

### تورط الأجهزة الاستخبارية المغربية والإسبانية
أشارت مصادر صحفية إلى احتمال تورط الأجهزة الاستخبارية الإسبانية والمغربية في الفضيحة، بحكم الماضي الاستخباراتي لدانييل غالبان. وبكون العفو الملكي جاء نتيجة لملتمس خاص لجهاز CNI الاستخباراتي الإسباني (Centro Nacional de Inteligencia) لنظيره DGED المغربي (المديرية العامة للدراسات والمستندات). مما يقوي هذه الفرضية تصريحات محاميه المغربي محمد بنجدو لجريدة إلباييس الإسبانية، والتي أكد فيها اعترافات موكله بعمالته لأجهزة استخبارية أجنبية لإسقاط نظام صدام حسين، خلال فترة اشتغاله بالجيش العراقي، وهو ما يجعل وجوده في دولة أخرى تهديدا للأسرار العسكرية. كما بينت تحقيقات إلباييس كون ماضيه الجامعي بجامعة مورسية مجرد هوية للتمويه على وظيفته الاستخباراتية.

ارتباطا بنفس الفرضية، ومما يؤكد الوضع الخاص لدانييل غالبان، ترحيله السريع من التراب المغربي، حيث تم تسليمه للسلطات الإسبانية بسبتة يومين بعد صدور العفو.
ومن جهة أخرى استبعد محققون أي تورط لأجهزة الاستخبارات الإسبانية في هذا الملف المتسخ، خصوصا أنها تخضع لمنظومة ديمقراطية قوية، علاوة على محاربة أجهزة استخباراتية عالمية على رأسها الولايات المتحدة وروسيا والعديد من الدول بلا هوادة لمافيات وجرائم البيدوفيليا واغتصاب الأطفال وعدم التساهل مع ذلك حتى ولو كان من طرف رؤساء ومسؤولين نافذين في الدولة، فما بالكم بشخص انتهت صلاحيته الاستخباراتية.

## مسلسل الأحداث
- 30 يوليو 2013: صدور بلاغ عن القصر الملكي يشير إلى تمتيع 48 سجينا إسبانيا بالعفو، إثر ملتمس تقدم به الملك خوان كارلوس الأول للملك محمد السادس، حسب منطوق البلاغ.[1]

الملك خوان كارلوس يشكر، عبر مكالمة هاتفية، نظيره المغربي على بادرة العفو عن 48 سجينا إسبانيا.
- 31 يوليو 2013: تأسيس مجموعة افتراضية على شبكة التواصل الاجتماعي فايسبوك، للتعبئة للاحتجاج والتظاهر ضد قرار العفو الملكي، يوم 2 أغسطس 2013. بلغ أعضاء المجموعة 7000 عضوا يوم 1 أغسطس وأكثر من 20000 يوم 2 أغسطس.[16][17]
- 1 أغسطس 2013: وزير العدل والحريات المغربي مصطفى الرميد يصرح لوكالة فرانس بريس: «ليس لدي تعليق حول الموضوع، وقرار العفو اتخذ في سياق العلاقة بين ملكين».[17] في نفس اليوم، نشرت مصادر صحفية مغربية، نقلا عن مصادر من وزارة العدل المغربية، كون مصالح الوزارة قد نبهت الديوان الملكي إلى وجود اسم مغتصب الأطفال، ضمن لائحة العفو، لكن التعليمات صدرت بعدم مناقشتها.[18]

الناطق الرسمي باسم الحكومة المغربية، مصطفى الخلفي، ينفي علمه بقرار العفو ويعلم بترحيل دانييل غالبان خارج المغرب.
- 2 أغسطس 2013: بلاغان لوزارة العدل المغربية، نشرا في وكالات أنباء أجنبية دون الوكالة الرسمية[20]، يكذب أولهما الخبر المنشور في 1 أغسطس المتعلق بتنبيه الديوان الملكي، ويشير الثاني إلى أن قرار العفو «قرار ملكي أملته مصالح وطنية» وإلى كون دانييل غالبان «قد تم ترحيله ومنعه من دخول البلاد نهائيا»، حسب منطوق البلاغ.[21]

انطلاق أولى الأشكال الاحتجاجية المنددة بالعفو، عبر وقفات احتجاجية بمدن تطوان وطنجة ومكناس وفاس ومراكش و والدار البيضاء. ووجهت الوقفات بإنزالات أمنية مكثفة وبتدخلات عنيفة للقوات الأمنية. أسفرت أولى أيام الاحتجاجات عن اعتقال مجموعة من النشطاء السياسيين بتطوان، منتمين إلى حركة 20 فبراير، أطلق سراحهم في تفس اليوم. بلغ القمع ذروته مساء 2 أغسطس بالرباط، حيث أسفر تفريق الوقفة الاحتجاجية، عن جرح وإصابة العشرات، من ضمنهم صحفيون.
- 3 أغسطس 2013: بلاغ للقصر الملكي يشير إلى عدم علم الملك بخطورة الجرائم التي تمت على أساسها محاكمة دانييل غالبان، ويأمر فيه بفتح تحقيق من أجل تحديد المسؤوليات ويعطي فيه التعليمات لوزارة العدل من أجل اقتراح إجراءات لتقنين شروط منح العفو.[24]

وقفات احتجاجية مجموعة من المدن المغربية كأكادير وطنجة وتطوان ووجدة وتاونات والقنيطرة والجديدة والناضور. تفاوت التعاطي الأمني لاحتجاجات اليوم الثاني بين القمع، في الناضور، والإنزال مع عدم التدخل في حالتي أكادير والجديدة.
وقفة احتجاجية بباريس، أمام السفارة المغربية بفرنسا.
- 4 أغسطس 2013: وقفة احتجاجية بمدينة القنيطرة[28]

بلاغ للقصر الملكي يسحب خلاله الملك محمد السادس العفو الصادر لأجل دانييل غالبان، ويأمر فيه وزير العدل المغربي تدارس كيفيات أجرأة السحب مع نظيره الإسباني.
- 5 أغسطس 2013: بلاغ للقصر الملكي يحمل المسؤولية في فضيحة العفو، للمندوب العام لإدارة السجون وإعادة الإدماج، حفيظ بنهاشم، ويأمر فيه بإقالته.[30]

وزير العدل والحريات مصطفى الرميد يعلن في القناة الثانية المغربية بأن وزارته ستفتح تحقيقا حول تعنيف المحتجين يوم 2 غشت 2013.
اعتقال دانييل غالبان في مرسية وحبسه احترازيا إثر قرار من القاضي الإسباني فيرناندو أندريو.
- 6 أغسطس 2013: الملك محمد السادس يستقبل آباء وأسر الأطفال الضحايا.[33] خلال نفس اليوم نظمت مجموعة من الوقفات الاحتجاجية بمدن الدار البيضاء والجديدة وبني ملال ووزان وطنجة وورزازات ومراكش. لم تواجه الوقفات قمعا أمنيا، رغم الإنزال الأمني الكثيف.

ثلاث تشكيلات برلمانية، فريق العدالة والتنمية وفريق الأصالة والمعاصرة والفريق الاشتراكي تسائل وزير الداخلية المغربي محند العنصر حول تعنيف المتظاهرين.
تسجيل شكاية ضد دانييل غالبان من طرف مواطن إسباني، في طوريبييخا، يتهمه فيها باغتصاب ابنته بين 2004 و2006. في نفس اليوم، الحزب العمالي الأشتراكي الإسباني يسائل وزير الخارجية الإسباني مانويل مارغايو، حول القضية، في البرلمان الإسباني.
تأخر نشر عدد جريدة لوموند الفرنسية بالمغرب، بسبب افتتاحية حادة اللهجة ضد ملك المغرب، حسب وكالة الأنباء الفرنسية.
- 7 أغسطس 2013: وقفة احتجاجية بالشموع بالرباط.[37]

## خلاصات القضية
علاوة على إعادة طرحها لإشكالية جرائم العنف والاغتصاب التي يقع ضدها الأطفال والفتيات في المقام الأول وجرائم الغلمانية المنتشرة التي يعاني منها المغرب، ، ساهمت فضيحة دانييل في تسليط الضوء على اختلالات السلطة السياسية بالمغرب، والتي تجلت في انكشاف استمرار تدخل المحيط الملكي في العمل الحكومي، بعد دستور 2011، وفي استمرار حيز كبير من السلط والمساطر، داخل المجال الملكي، وبالتالي خارج دائرة المساءلة، وخصوصا تلك المرتبطة بالعدالة والسياسة الخارجية والأمن القومي. تسببت الأزمة في إحراج كبير لصورة الملك محمد السادس، داخليا، حيث لم يسبق أن تعرضت سلطاته للمساءلة، بطريقة مباشرة، وبزخم شعبي مماثل، منذ احتجاجات حركة 20 فبراير سنة 2011.

أثبتت قضية دانييل يقظة كبيرة للمجتمعين المدني والسياسي المغربيين، وقدرتهما على التعبئة السريعة لحركات احتجاجية ممتدة على مجموع التراب المغربي، وخصوصا حركة 20 فبراير والجمعية المغربية لحقوق الإنسان وأحزاب الاشتراكي الموحد والطليعة والنهج. بالمقابل، عرفت الأزمة غيابا للأحزاب التقليدية، المشاركة في الحكومة أو المعارضة، عن الحراك الاحتجاجي، أو حتى على مستوى تسجيل المواقف، خلال الأيام الأولى للأزمة، وكانت مواقفها، التي تلت البلاغ الملكي الأول، سواء تلك المتعلقة بجوهر القضية أو بالتعنيف الذي طال الاحتجاجات، محتشمة ومكتفية بالإشادة بالبلاغات الملكية، أو محملة حكومة بنكيران المسؤولية السياسية حول تدبير الملف. كانت القضية أيضا اختبارا لمصداقية بعض مكونات المجتمع المدني المغربي من جمعيات حماية الطفولة ومثقفين وفنانين لم يسجلوا أي موقف ضد العفو الملكي، وفي هذا الإطار، تعرضت جمعية «ماتقيش ولدي» لانتقاد شعبي كبير، بسبب دفاع رئيستها نجاة أنور عن العفو الملكي، في مرحلة أولى قبل أن تنوه «بالتفاعل الإيجابي للملك» إثر إلغاء العفو.

## مافراسوش
أصبحت كلمة «مافراسوش» (و هي صيغة قدحية في الدارجة المغربية لجملة «لا يعلم شيئا») أيقونة للأشكال الاحتجاجية المرافقة للقضية، سواء تلك التي رفعت في الشارع أو في مواقع التواصل الاجتماعي، وهي تشير ضمنيا، بحمولة سخرية، لمضمون البلاغ الملكي الأول، الذي نفى فيه الملك محمد السادس علمه بوجود دانييل غالبان ضمن لائحة العفو.

وصلت شعبية المصطلح إلى الطبقة السياسية، حيث علقت نبيلة منيب، الأمينة العامة للحزب الاشتراكي الموحد عن القضية، قائلة: «السلط كلها مركزة بيد الملك، والملك يتكلم في خطاب العرش بصيغة الموجه الذي يحمل تصورات ويعطي التعليمات وعندما يأتي ملف بهذه الخطورة يقولون مافخبارناش فمن يدير دواليب الدولة؟».

## وصلات خارجية
- موقع danielgate الذي يوثق للقضية والاحتجاجات المرافقة لها
- لائحة العفو الكاملة التي صدرت في 30 يوليوز 2013، بأسماء السجناء الإسبان ال 48
- ألبوم صور، من موقع جريدة إلباييس الإسبانية، يوثق لتعنيف وقفة الرباط في 2 غشت 2013، بعدسة فاضل سينا عن وكالة الأنباء الفرنسية
- شريط وثائقي من سلسلة «مسرح الجريمة»، من إنتاج قناة ميدي 1 المغربية، حول جرائم دانييل غالبان بينيا